# Rambipuji (plaats)
Rambipuji is een bestuurslaag in het regentschap Jember van de provincie Oost-Java, Indonesië. Rambipuji telt 10.677 inwoners (volkstelling 2010).